# 에미레이트 스타디움
애슈버턴 그로브(영어: Ashburton Grove)는 영국 잉글랜드 런던 이즐링턴에 위치한 축구 경기장으로 아스널의 홈구장이다. 현재는 에미레이트 항공의 스폰서십으로 인해 에미레이트 스타디움(Emirates Stadium)으로 알려져 있다. 에미레이트 스타디움은 2006년 7월에 개장하였다. 경기장은 전좌석 만원일 때가 59,867명으로 프리미어리그에서 올드 트래퍼드, 토트넘 홋스퍼 스타디움 다음으로 많고, 런던의 경기장 중에는 웸블리 스타디움과 럭비경기장인 트위크넘 스타디움, 토트넘 홋스퍼 스타디움에 이어 네 번째로 큰 경기장이다. 경기장 건설에는 4억 3천만 파운드가 들었지만, 이 금액 전부가 경기장 건설에 쓰인 것은 아니다.

## 경기장

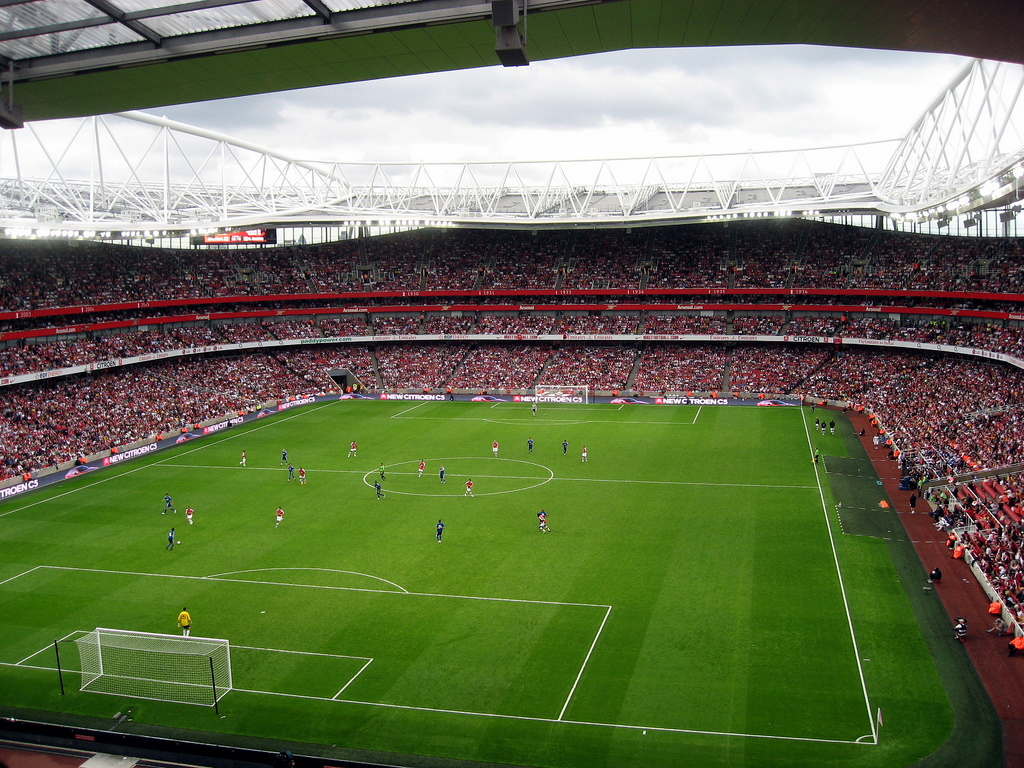
경기장 내부

경기장은 네개의 층으로 되어 있고 관중석은 모두 지붕으로 덮여 있지만 그라운드는 그렇지 않다. 위층(26,646)과 아래층(24,425)은 좌석이 배치되어 있다. 2006-07시즌부터 B지역 입장료 가격이 성인은 32~66파운드로, 어린이는 13파운드로 책정되었고, A지역 입장료는 성인이 46~94파운드이다. 시즌권 가격은 2006-07시즌부터 885~1,825파운드이다.
중앙 가운데 층은 "클럽 레벨"로 알려져 있는데, 프리미엄 가격대이고, 감독석이 위치해 있다. 여기에는 7,139개의 자리가 있는데, 1~4년 동안의 라이선스가 판매되어 있다. 이 클럽 레벨 좌석의 2006-07시즌 가격은 일인당 2,500~4,750파운드로, 아스널의 리그 홈경기 뿐만 아니라 UEFA 챔피언스리그, FA컵, 풋볼 리그 컵 등의 전 홈경기를 관람할 수 있다. 이 티켓은 2006년 5월에 모두 판매되었다.
그라운드는 105 × 68 m의 크기로, 프리미어리그에서 공동 1위 크기의 운동장이며, 모든 잔디 구역은 113 × 76 m이다. 북쪽과 남쪽에는 하이베리처럼 선수터널을 만들고 운동장 서쪽의 메인 TV 카메라 밑에 덕아웃을 만들었다. 원정팬들은 남동쪽의 아래층에 위치하게 된다. 원정 서포터들은 1,500석에서 4,500석의 좌석을 남쪽 골대 뒤쪽의 아래층에 자리잡게 되는데, 나중에는 위층에 4,500석의 좌석을 원정팬에게 제공하여 총 9,000석이 원정 팬에게 주어지게 된다.
새로운 경기장은 이전의 홈구장이었던 하이베리에 대한 감사의 표시로, 에미레이트 스타디움 북동쪽에 위치한 클럽 사무실의 공식 명칭은 하이베리 하우스라 지었다.

## 이름

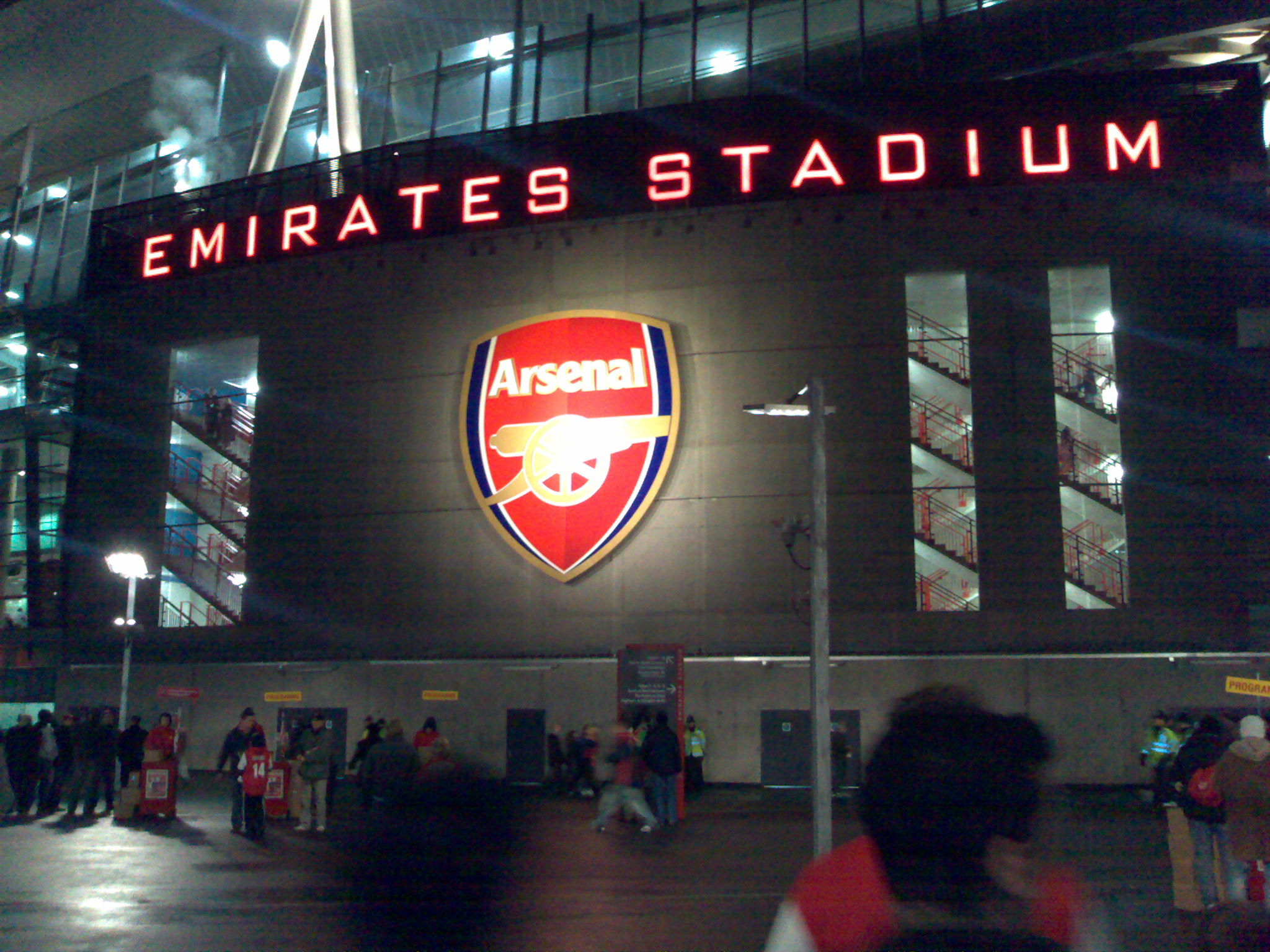
밤 중에 빛나는 에미레이트 사인

2004년 10월 5일에 에미레이트 항공과의 1억파운드의 명명권 계약을 통해 적어도 처음 15년 동안의 이름을 에미레이트 스타디움으로 하기로 했다고 발표하였다. 이는 에미레이트 항공의 8년동안의 유니폼 후원 가격을 합한 값으로 2006-07시즌부터 시작되었다.
경기장의 명칭은 종종 일상적으로 짧게 줄여 "디 에미리츠(The Emirates)"라고 불린다.비록 몇몇 서포터들은—특히 경기장 이름이 기업 후원의 의미를 띠는 것을 반대하는 사람들은— 새 경기장에 대해 이전의 명칭인 "애쉬버튼 그로브" 또는 "그로브"를 사용하기도 한다. 공식 명칭과 비공식 명칭의 이러한 불일치는 아스널의 이전 홈구장이었던 아스널 스타디움과 유사하다. 공식 명칭은 아스널 경기장이지만 서포터들, 방송, 클럽조차도 "하이베리"라는 명칭을 일반적으로 사용해왔다.
경기장 명명권에 대한 UEFA의 규칙 때문에, UEFA 챔피언스리그 경기 동안에는 경기장을 에미레이트 스타디움이라고 부를 수 없다. 왜냐하면 에미레이트가 UEFA 챔피언스리그 대회의 후원사가 아니기 때문이다. UEFA에서는 하이베리 때의 공식 명칭이던 아스널 경기장이란 명칭으로 부른다.

## 역사

### 새로운 경기장의 필요성
아스널은 홈 구장인 아스널 스타디움이 전원 좌석식으로 변경된 1993년 이후로의 최대 수용인원이 38,419명으로 경쟁하는 다른 유럽팀의 규모에 비해 작다는 문제점을 갖고 있었기 때문에, 1990년대 후반부터 더 큰 경기장으로 발전방법을 모색해왔다. 작은 방이 확장되어 있는 동쪽 스탠드 바로 뒤에는 공용 포장 도로가 있었고 나머지 3면은 거주지였고, 게다가 동쪽 스탠드는 영국 내에서 2등급 건축물(독특한 구조나 역사적인 관점으로 분류된 법령 기록)로 지정되어있었다. 이러한 문제들때문에 지역 주민들은 경기장의 그 어떤 확장도 반대했었고, 지역 의회 역시 호의적이지 않았다.
아스널은 이따금 20,000명이 넘는 시즌 티켓 대기 명단을 보유했었고, 이는 경기장의 규모로 인해 잠재적 수익을 잃고 있었다고 볼 수 있었다. 그러나 런던 내에서 새로운 경기장을 지을 장소를 찾는 것은 매우 어려운 일이었다.
이 축구 클럽은 필요하다면 M25 고속도로의 근처에 위치하는 것도 기꺼이 고려하고 있었지만, 가능하다면 기존의 아스널 스타디움 근처인 이슬링턴 도심지 내에 건설하는 것을 강하게 선호하였다. 한때 그들은 웸블리 스타디움(아스널은 1998-99시즌에 챔피언스리그 경기를 구 웸블리에서 가졌다.)으로 이전을 고려하기도 했으나 결국 이 계획에서는 손을 떼었다. 2002년, 웸블리 개·보수 공사가 허가되었을 때, 비록 클럽이 애쉬버튼 그로브 프로젝트를 진행하고 있던 중이었더라도 아스널과 토트넘에서 공사를 마치면 새 경기장으로 이전할 것인가에 대한 심사숙고가 있었다.

### 애슈버턴 그로브로의 선택
결국에 클럽은 산업단지인 애슈버턴 그로브에 그 장소를 선택하였다. 그 지역은 기존의 아스널 스타디움에서 단지 500 야드 떨어진 곳에 위치해있었다. 이 계획은 2003년 8월에 개장한다는 계획과 함께 1999년 11월에 발표되었다.(하자만, 설계 및 재정적 문제로 인해 2006년 여름에 완공 되었다.) 애쉬버튼 그로브에는 많은 점유 기업 및 주민이 존재하였는데, 그 중에서 이슬링턴 의회의 재활용 공장과 로열 메일 운송 사무소도 역시 포함되었다. 이 장소를 개발하기 위해, 점유자들로부터 그 지역을 사고, 그들의 이전 비용을 부담하였는데 그 비용은 매우 거대하였다.

### 지역의 반대
80년 이상의 아일링턴 지역에서 아스널의 거주에도 불구하고, 새로운 경기장의 건설을 반대하는 지역 거주자와 사업가들이 있었다. 떠나기를 요구하는 일부 사람들은 결과적으로 비록 그들이 패소하였지만, 2002년 7월에 법적인 조치를 취하였다. 2006년 5월, 이 경기장은 지역 선거의 주요 화제가 되었다. 영국 수도 경찰국에서 또한 후원자들의 세단은 지하 주차장보다는 소벨 스포츠 센터 근처에 주차하기를 요청하였고, 경기일에 14개의 거리에 접근을 제한하였다. 경기장이 열릴 수 없을 정도의 이런 문제에 직면하지 않았다면, 건강과 안전 증명문제가 문제가 되지 않았을 것이다. 그리고 도로 폐쇄는 의회 회의를 통과했으나 재고되었다.

### 건설

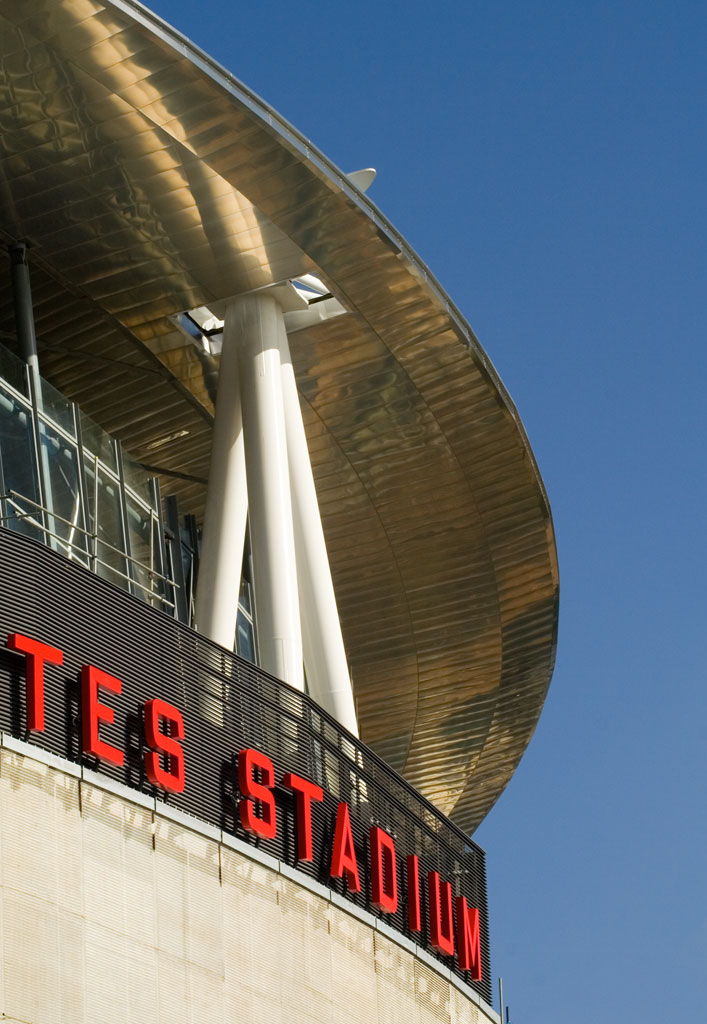
2006년 3월, 거의 완공한 경기장의 지붕의 세부 모습

실제 경기장의 건설은 2004년 2월에 시작하였다. 경기장 그 자체 외에도 경기장과 연결된 노턴 시티 철도와 드레이튼 공원을 두 개의 다리를 건설하여 2004년 여름에 완공되었다. 2005년 8월에 경기장의 골조가 완성되었고, 이는 기존 계획과 예산보다 나은 비용으로 완성되었다. 2006년 3월 13일, 새로운 경기장의 첫 번째 좌석은 공식적으로 아스널의 미드필더 아부 디아비에 의해 설치되었다. 경기장의 야간조명 검사는 같은 해 6월 25일에 첫 번째 검사에서 성공적으로 이루어졌고, 다음 날 골 포스트를 세웠다.

## 주요 경기
| 날짜            | 팀 1      | 스코어 | 팀 2       | 비고                                                               |
| --------------- | --------- | ------ | ---------- | ------------------------------------------------------------------ |
| 2006년 7월 22일 | 아스널 FC | 2 - 1  | AFC 아약스 | 경기장 개장 이후 가진 첫 경기 (데니스 베르흐캄프의 은퇴 기념 경기) |

## 같이 보기
- 아스널 FC